# نادي دوفر أثليتيك
نادي دوفر أتليتيك لكرة القدم (بالإنجليزية: Dover Athletic F.C.) هو فريق كرة قدم محترف يقع مقره في مدينة دوفر، كنت، إنجلترا. ينافس النادي حاليا في الدوري الوطني وهي الدرجة الخامسة لكرة القدم الإنجليزية. تم تشكيل النادي في عام 1983 بعد حل نادي البلدة السابق، نادي دوفر الذي احتل مكانه في الدوري الجنوبي من قبل النادي الجديد. في موسم 1989–90، فاز دوفر أثليتيك ببطولة الدوري الجنوبي لكنه فشل في الصعود إلى الدوري الوطني لأن أرض النادي لم تستوف المعيار المطلوب. بعد ثلاثة مواسم فاز الفريق باللقب مرة أخرى وهذه المرة صعد إلى الدوري الوطني، حيث أمضوا تسعة مواسم قبل أن يهبطوا في نهاية موسم 2001–02. تم نقل النادي من الدوري الجنوبي إلى الدوري البرشمي في عام 2004، حيث تنافس في الدوري الممتاز لموسم واحد قبل أن تؤدي المشاكل المالية المتصاعدة بالنادي إلى مزيد من الهبوط. في موسم 2007–08، فاز دوفر بالدوري الجنوبي، قبل أن يفوز بالدوري الممتازة في 2008–09 وبالتالي صعد إلى دوري الجنوب. أمضوا خمسة مواسم في هذا القسم، ووصلوا إلى الأدوار الفاصلة ثلاث مرات، قبل أن يهزموا إبسفليت يونايتد في نهائي ملحق 2013–14 ليعودوا أخيرًا إلى الدوري الوطني بعد غياب دام 12 عامًا. عادة ما يرتدي الفريق قمصانًا بيضاء وبالتالي يلقبون بالبيض. لقد لعبوا في ملعب كرابل الرياضي منذ تشكيل النادي. كان أفضل أداء للنادي في كأس الاتحاد الإنجليزي هو الوصول إلى الدور الثالث في كل من موسمي 2010–11 و 2014–15، في حين كان أفضل أداء مسجل في كأس الاتحاد الإنجليزي وهي المنافسة الوطنية للأندية ذات المستوى الأعلى من خارج الدوري، بمثابة الوصول إلى نصف النهائي في موسم 1997–98.

## المدربون
| المدرب                                                     | من   | إلى  | مصادر         |
| ---------------------------------------------------------- | ---- | ---- | ------------- |
| آلان جونز                                                  | 1983 | 1984 | [ 8 ]         |
| جراهام سوير (مدير تصريف الأعمال)                           | 1984 | 1984 | [ 9 ]         |
| ستيف ماكراي                                                | 1984 | 1985 | [ 8 ]         |
| كريس كينير                                                 | 1985 | 1995 | [ 10 ]        |
| نايجل دون (لاعب كرة قدم) و ديف لوورثي (مدير تصريف الأعمال) | 1995 | 1995 | [ 10 ]        |
| جون رايان                                                  | 1995 | 1995 | [ 11 ] [ 12 ] |
| بيتر تايلور                                                | 1995 | 1996 | [ 13 ]        |
| جو أوسوليفان                                               | 1996 | 1997 | [ 14 ]        |
| بيل ويليامز                                                | 1997 | 2001 | [ 15 ]        |
| غاري بيلامي                                                | 2001 | 2001 | [ 16 ]        |
| كلايف ووكر (مدير تصريف الأعمال)                            | 2001 | 2001 | [ 17 ]        |
| نيفيل ساوثهول                                              | 2001 | 2002 | [ 18 ]        |
| كلايف ووكر                                                 | 2002 | 2003 | [ 18 ] [ 19 ] |
| ريتشارد لانجلي                                             | 2003 | 2004 | [ 20 ]        |
| جاري ويتل (مدير تصريف الأعمال)                             | 2004 | 2004 | [ 20 ]        |
| ستيف براون                                                 | 2004 | 2005 | [ 21 ] [ 22 ] |
| كلايف ووكر                                                 | 2005 | 2007 | [ 23 ]        |
| آندي هسينثالر                                              | 2007 | 2010 | [ 24 ]        |
| إيان هندون                                                 | 2010 | 2010 | [ 25 ] [ 26 ] |
| Martin Hayes                                               | 2010 | 2011 | [ 27 ] [ 28 ] |
| نيكي فورستر                                                | 2011 | 2013 | [ 29 ]        |
| كريس كينير                                                 | 2013 | 2018 | [ 30 ] [ 31 ] |
| آندي هسينثالر                                              | 2018 |      | [ 32 ]        |